# Terrell Manning
Terrell Manning (Laurinburg, 16 aprile 1990) è un giocatore di football americano statunitense che gioca nel ruolo di linebacker ed è attualmente free agent. Fu scelto nel corso del quinto giro (163º assoluto) del Draft NFL 2012 dai Green Bay Packers della National Football League. Al college ha giocato a football presso la North Carolina State University.

## Carriera professionistica

### Green Bay Packers
Manning fu scelto dai Packers nel corso del quinto giro del Draft 2012. Nella sua stagione da rookie disputò 5 partite, nessuna delle quali come titolare, mettendo a segno 3 tackle. Il 31 agosto 2013 fu svincolato.

### San Diego Chargers
Il 1º settembre 2013, Manning firmò con i San Diego Chargers.

### Minnesota Vikings
Il 15 aprile 2014, Manning fu ingaggiato dai Minnesota Vikings, per poi essere svincolato al termine del Draft NFL 2014 per far posto ai rookie non selezionati nell'ambito del Draft (le limitazioni della NFL non permettono di avere più di 90 giocatori in squadra).

## Vittorie e premi
Nessuno

## Statistiche
| Partite totali      | 6 |
| Partite da titolare | 0 |
| Tackle              | 3 |
| Sack                | 0 |
| Intercetti          | 0 |
| Fumble forzati      | 0 |

Statistiche aggiornate alla stagione 2013